# Clau (criptografia)
En criptografia, una clau és una informació, relativament curta, que permet xifrar i desxifrar informació utilitzant un determinat algorisme. En principi, sense saber la clau, hauria de ser impossible de desxifrar un document encriptat. En la pràctica, les possibilitats de desxifrar un text xifrat sense saber-ne la clau depenen de la qualitat de l'algorisme de xifratge.
La Criptografia simètrica es refereix a aquells mètodes de xifratge en què l'emissor i receptor comparteixen la mateixa clau (o, rarament, unes claus diferents però relacionades entre elles d'una forma calculable). Va ser l'únic mètode de xifratge conegut públicament fins al juny del 1976.
La criptografia asimètrica, és una forma de criptografia en la qual la clau utilitzada per xifrar un missatge difereix de la clau utilitzada per desxifrar-lo. A la criptografia de clau pública, un usuari té un parell de claus una clau pública i una clau privada. La clau privada es manté secreta, mentre que la clau pública es pot dir a tothom. Els missatges nous s'han de xifrar amb la clau pública del receptor; i només es poden desxifrar amb la seva clau privada corresponent. Les claus es relacionen matemàticament, però la clau privada a la pràctica no es pot obtenir a partir de la clau pública.